# Spanische Türmchen

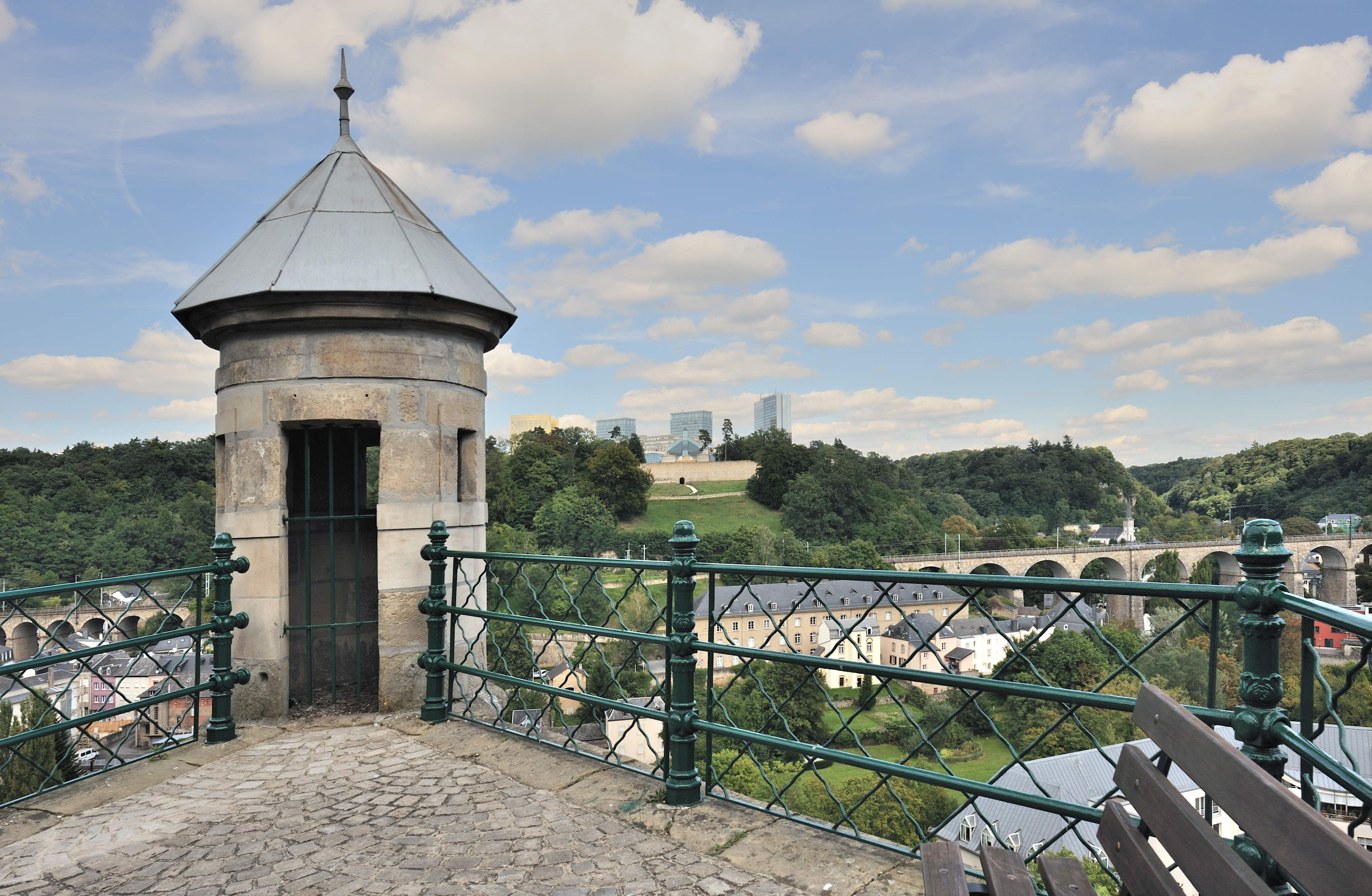
Spanisches Türmchen mit Blick über das Pfaffenthal, Clausen und Kirchberg

Die Spanischen Türmchen in Luxemburg entstanden Mitte des 17. Jahrhunderts als Teil der großen Befestigung, die von den Spaniern begonnen und unter Vauban fortgesetzt wurde. Der eigentliche Zweck der Türmchen ist bis heute nicht einwandfrei geklärt. Es soll bis zu 38 solcher Türmchen gegeben haben, jedoch fehlt bislang jeder historische Beweis für diese Annahme.